# Op. cit.
Op. cit. (abbreviazione della locuzione latina opere citato, "nell'opera citata" ) ricorre nelle note a piè di pagina (o in quelle poste a fine capitolo) per riferirsi a un'opera citata in precedenza, evitando così di ripeterne l'intero titolo e le relative indicazioni editoriali .

## Impiego
La formula op. cit. deve essere sempre accompagnata da un indizio (in genere, il cognome dell'autore), che permetta di individuare a quale opera ci si riferisce.
Per esempio, l'opera di Anton-Hermann Chroust, A Brief Account of the Reconstruction of Aristotle's Protrepticus, in "Classical Philology", LX-4, 1965, può essere menzionata, nelle successive citazioni, con "Chroust, op. cit." (di solito seguita dal numero della pagina, per indicare al lettore il punto preciso che si sta citando). Altri dettagli non sono necessari, a meno che il solo cognome non crei ambiguità con autori omonimi anch'essi già citati.
Come per le altre formule latine (o, più in generale, non italiane), si è soliti scrivere op. cit. in corsivo.
La formula loc. cit. (ormai poco diffusa), abbreviazione della frase latina loco citato, che significa "nel luogo citato", è utilizzata talvolta con lo stesso scopo, ma soprattutto per indicare una già citata pagina precisa dell'opera e non l'opera intera.
Nella 16ª edizione del Chicago Manual of Style viene discusso come op. cit. e loc. cit. stiano "giustamente cadendo in disuso", "a favore di una forma dal titolo abbreviato" (nell'esempio di cui sopra, "Aristotle's Protrepticus"). In alternativa, esiste il cosiddetto "stile Harvard", molto diffuso soprattutto nelle pubblicazioni scientifiche, consistente nell'indicare il cognome dell'autore seguito dall'anno di pubblicazione dell'edizione di riferimento ("Chroust 1965").
L'utilizzo di op. cit. equivale a quello di ivi, mentre si contrappone a quello di ibid. (abbr. dell'avverbio latino ibidem, "nello stesso posto" ), il quale equivale invece a loc. cit., rimandando il lettore allo stesso passo di un'opera citata in precedenza (nel testo o in una nota). Ibidem non va confuso con idem ("lo stesso" ; talora abbr. in id.), anch'esso impiegato nelle note a piè di pagina  (specie nella letteratura giuridica) per riferirsi all'ultimo autore citato .